# 聖公會唐暨德羅莫爾教區
聖公會唐暨德羅莫爾教區（英語：United Dioceses of Down and Dromore）是聖公會愛爾蘭教會阿馬教省下面的一個教區，位於愛爾蘭東北部，包括唐郡、貝爾法斯特東部，以及阿馬郡的一部分。
教區在1944年由聖公會康納教區脫離唐暨德羅莫爾教區而成，有77個堂區。教區座堂分別是唐座堂和德羅莫爾座堂，另外聖安妮大教堂與康納教區共用。現任主教為哈羅德．米勒。